# ND Production
ND Production — російськомовне українське шоу голосових музичних пародій. Продакшн створює гумористичні музичні кліпи та комічні скетчі, але головна спеціалізація — пародії на голоси відомих людей, в тому числі і голоси мультиплікаційних персонажів. Станом на квітень 2019 року на офіційному каналі 2,4 млн підписників.

## Історія
У віці 14 років, Андрій створив канал «ND Production». Перше відео на каналі вийшло 25 серпня 2011 року під назвою «Адольф Гитлер vs. Иосиф Сталин - „Исторический Рэп Батл“» і на квітень 2019 року — набрало понад 300 тис переглядів. Пізніше на каналі «ND Production» почали з'являтись пародії на голоси, які і принесли Андрію та Микиті таку аудиторію. 

## Керівництво та склад продакшн
Керівник та головний автор «ND Production» — Андрій Євгенович Немодрук. Хоча «ND Production» — це Андрій Немодрук та Микита Козирєв, не рідко відбувається співпраця з Tanny Volkova, «Room Factory», Миколою Соболєвим, Артуром Картоном та ін..

## Нагороди
У 2018 році на українському фестивалі VIDEOZHARA «ND Production» зайняв третє місце у номінації «Юмор ОК!», пропустивши вперед проекти «Чоткий Паца» та «Black Horse».

## Біографічна довідка керівника та головного автора
Народився Андрій Немодрук 31 серпня 1995 року в Одесі. Батько Андрія — Євген Немодрук, був професіональним футболістом.